# Colonia Ignacio Allende, Veracruz
Colonia Ignacio Allende är en ort i Mexiko.   Den ligger i kommunen Tezonapa och delstaten Veracruz, i den sydöstra delen av landet, 250 km öster om huvudstaden Mexico City. Colonia Ignacio Allende ligger 1 190 meter över havet och antalet invånare är 106.
Terrängen runt Colonia Ignacio Allende är kuperad norrut, men söderut är den bergig. Colonia Ignacio Allende ligger uppe på en höjd. Runt Colonia Ignacio Allende är det ganska tätbefolkat, med 222 invånare per kvadratkilometer. Närmaste större samhälle är Córdoba, 18,6 km norr om Colonia Ignacio Allende. I omgivningarna runt Colonia Ignacio Allende växer i huvudsak städsegrön lövskog.